# Uromys emmae
Uromys emmae és una espècie de mamífer rosegador de la família dels múrids. És endèmic de l'illa d'Owi (Indonèsia). El seu hàbitat natural són els boscos tropicals humits. A data de novembre del 2017 tan sols se n'havia trobat un espècimen. Està amenaçat per la desforestació que afecta el seu medi. L'espècie fou anomenada en honor d'Emma Flannery, filla d'una dels científics que la descrigueren.